# Vera Lachmann
Vera Lachmann, née le 23 juin 1904 à Berlin et morte le 18 janvier 1985 à Manhattan (New York), est une poétesse et éducatrice lesbienne,allemande.

## Biographie
Après avoir fondé une école pour les enfants juifs en Allemagne nazie, elle émigre aux États-Unis en 1939. Elle fonde en 1944 le camp Catawba dans les Montagnes Blue Ridge, un camp d'été pour les garçons. Elle en assure la direction jusqu'en 1970. À partir de 1946, elle partage sa vie avec la cheffe d'orchestre Lorraine (dite 'Tui') St. George Tucker.

### Les débuts en Allemagne
Lachmann est née en 1904 à Berlin, dans une famille d'origine juive allemande. Après avoir fréquenté une école privée pour filles, elle s'inscrit en 1923 à l'université Humboldt de Berlin et à l'université de Bâle pour y étudier la philologie, les langues et la littérature. Elle obtient un doctorat de l'université de Berlin en 1931 et envisage d'enseigner au niveau universitaire. Toutefois, en raison des préjugés à l'encontre des femmes dans le domaine de l'enseignement supérieur, elle se forme plutôt à l'enseignement au niveau du Gymnasium (école secondaire).
En 1933, peu après l'arrivée d'Adolf Hitler au pouvoir en Allemagne, Lachmann fonde une école privée pour les enfants de parents juifs et judéo-chrétiens qui ont été expulsés des écoles publiques. L'école, qui se trouve sur la propriété des parents de Lachmann, est fermée par les autorités nazies peu après la Nuit de Cristal en 1938.

### Émigration aux États-Unis
Lachmann quitte l'Allemagne pour les États-Unis en novembre 1939, aidée par des amis dans les deux pays. Elle travaille au département d'allemand du Vassar College jusqu'en 1941, puis enseigne au Salem College pendant deux ans, au Bryn Mawr College pendant un an et à l'université de Yale pendant deux ans. [Elle a également occupé brièvement des postes au City College of New York et au Brooklyn College. Castrum Peregrini Press a publié trois volumes de ses poèmes, fortement influencés par la littérature grecque antique, en allemand et en anglais (traduits).
En 1944, Lachmann fonde le Camp Catawba, un camp d'été pour garçons à Blowing Rock, en Caroline du Nord. Elle dirige le camp jusqu'à sa fermeture en 1970. L'objectif du camp était de trouver un équilibre entre les loisirs et les arts, et chaque année, Lachmann dirigeait les jeunes campeurs dans une pièce de théâtre, dont certaines étaient de William Shakespeare. Elle choisit également des œuvres grecques anciennes d'Aristophane, d'Eschyle et de Sophocle ; elle traduit elle-même la tragédie Philoctète de Sophocle pour une production du camp.
La compagne de Lachmann est Tui St. George Tucker, une compositrice américaine que Lachmann a rencontrée en 1946 lorsque Tucker a commencé à travailler comme instructrice de musique au Camp Catawba. Elles entretiendront une relation tout au long de leur vie.

### Mort
Lachmann meurt en janvier 1985 au Centre médical catholique Saint-Vincent de Manhattan. Elle avait 80 ans.